# La Bằng
La Bằng là một xã ở phía tây nam của tỉnh Thái Nguyên, Việt Nam.

## Địa lý
Xã La Bằng có vị trí địa lý:
- Phía đông giáp xã Đại Từ và xã Đại Phúc
- Phía tây giáp tỉnh Tuyên Quang
- Phía nam giáp xã Đại Từ và tỉnh Phú Thọ
- Phía bắc giáp xã Phú Xuyên, xã Phú Thịnh và xã Phú Lạc.

Xã La Bằng có diện tích 60,84 km², dân số năm 2025 là 18.237 người. Khu vực được định hướng là vùng phát triển du lịch, dịch vụ và nông - lâm - ngư nghiệp. Phát triển kinh tế - xã hội gắn với cảnh quan của dãy núi Tam Đảo và hồ Núi Cốc, nơi có điều kiện khí hậu, cảnh quan đẹp. Hạ tầng giao thông của xã có tuyến quốc lộ 37, đường tỉnh 263B. Trên địa bàn còn có đường sắt Quan Triều - Núi Hồng, có sông Công và một số suối phụ lưu như suối Kẹm, suối Cửa Tử.

## Lịch sử
Tháng 6 năm 2025, xã La Bằng được thành lập trên cơ sở nhập toàn bộ diện tích tự nhiên, quy mô dân số của xã La Bằng (diện tích tự nhiên 22,36 km²; dân số là 4.495 người); xã Hoàng Nông (diện tích tự nhiên 27,54 km²; dân số là 5.957 người); xã Tiên Hội (diện tích tự nhiên 10,94 km²; dân số là 7.785 người) của huyện Đại Từ. Trụ sở làm việc của xã nằm tại trụ sở xã Hoàng Nông cũ. Hạ tầng giao thông của xã có tuyến đường tỉnh 263B.

## Hành chính
Đến năm 2009, xã La Bằng được chia thành 10 xóm: La Nạc, La Sau, La Bằng, Đồng Tiến, La Cút, Rừng Vần, Kẹm, Tiến Thành, Đồng Đình, Non Bẹo. Năm 2019, sáp nhập xóm Tiến Thành và xóm Kẹm thành xóm Tân Sơn.
Đến năm 2009, xã Hoàng Nông được chia thành 18 xóm: Đình Cường, Suối Chùn, Đồng Khuôn, Làng Hu, Đoàn Thắng, Cổ Rồng, Cánh Vàng, Đầm Cầu, La Lương, Cầu Đá, Ao Mật, An Sơn, Cây Chè, Làng Đảng, Gốc Sữa, La Dây, La Kham, Kèo Hái. Năm 2019, sáp nhập hai xóm Đình Cường và Cổ Rồng thành xóm Đình Cổ, sáp nhập xóm An Sơn vào xóm Ao Mật, sáp nhập xóm Gốc Sữa vào xóm La Kham, sáp nhập xóm Cánh Vàng vào xóm Đầm Cầu.
Đến năm 2009, xã Tiên Hội có 15 xóm: Trung Na 1, Trung Na 2, Bãi cải, Phố Dầu, Đồng Trung Mạc, Soi Chè, Lập Mỹ, Gò Lập Mỹ, Thắng Lợi, Đại Quyết, Phố Điệp, Phúc Lẩm, Tiên Trường 12, Tiên Trường 2. Năm 2019, sáp nhập hai xóm Trung Na 1 và Trung Na 2 thành xóm Trung Na, sáp nhập xóm Phố Điệp vào xóm Thắng Lợi, sáp nhập xóm Soi Chè vào xóm Đồng Mạc.

## Kinh tế
Trước đây, nền kinh tế của xã La Bằng chủ yếu dựa vào cây lúa và trồng màu, nhưng đã tiến hành chuyển đổi cơ cấu cây trồng sang cây chè, vốn là loại cây truyền thống tại địa phương. Cây chè đã xuất hiện ở La Bằng từ cuối thế kỷ XIX.
Chợ chè La Bằng họp 12 phiên mỗi tháng và có cả chè từ những nơi khác đem đến. Trên khu đất thuộc Đèo Khế, núi Điệng của xã hiện còn có bãi chè cổ thụ, nhiều cây có đường kính rộng tới 50 cm.